# Castelo de São Jorge
Castelo de São Jorge är en borg i Lissabon. Den är belägen på en höjd, omkring 95 meter över havet, i freguesian (stadsdelen) Santa Maria Maior.
Platsen var befäst redan på fenicisk och romersk tid; under morisk tid byggdes här en kasbah. Arkeologiska fynd har hittats från 600 före Kristus, men de äldsta delarna av dagens borg är från morisk tid. 
År 1147 intog Alfons I tillsammans med korsfarare Lissabon som en del av reconquista. När Lissabon 1256 blev huvudstad i Portugal residerade Alfons III härifrån. På 1300-talet byggdes slottet ut av framförallt Dionysius I och Ferdinand I. Efter att Paço da Ribeira uppfördes 1498–1510 förlorade Castelo de São Jorge i betydelse och fungerade som militärgarnison och senare som fängelse. Den förstördes i jordbävningen i Lissabon 1755, byggdes därefter åter upp och är sedan 1910 ett nationellt kulturminne. På grund av sitt höga läge är den en av Lissabons bästa utsiktsplatser.